# Cantonul Ayen
Cantonul Ayen este un canton din arondismentul Brive-la-Gaillarde, departamentul Corrèze, regiunea Limousin, Franța.

## Comune
- Ayen (reședință)
- Brignac-la-Plaine
- Louignac
- Objat
- Perpezac-le-Blanc
- Saint-Aulaire
- Saint-Cyprien
- Saint-Robert
- Segonzac
- Vars-sur-Roseix
- Yssandon